# Piramide di Sesostri I
Il complesso piramidale di Sesostri I venne edificato per la sepoltura di Sesostri I, sovrano egizio della XII dinastia, e situato a el-Lisht, poco a sud del complesso piramidale del padre e predecessore Amenemhat I.

## La piramide
Il nome originale della piramide si poteva leggere "Senusret-peter-tawy", e significava "Sesostri contempla le Due Terre". Ha una base di 105 metri di lato e superava i 62 metri di altezza. L'angolazione delle quattro facce era di 49° 24'.
La tecnica costruttiva impiegata era assolutamente inedita: quattro pareti di pietra, formate da grandi blocchi sbozzati che si riducono in dimensione andando verso il vertice della piramide, si dipartono radialmente dal nucleo. Questa struttura “stellata” formava quindi otto sezioni che venivano ulteriormente suddivise da altre tre mura, fino ad ottenere un totale di 32 celle vuote, poi colmate da frammenti litici e detriti. Una copertura di pregiata pietra calcarea, oggi quasi scomparsa, rivestiva infine l'intero edificio.
Questa innovazione costruttiva non si rivelò, tuttavia, particolarmente riuscita, dato che dopo il suo completamento la piramide fu soggetta a problemi di stabilità.

L'edificio si deteriorò seriamente nel corso dei secoli ed oggi appare come una collina di materiale litico.

## Edifici annessi
Intorno alla piramide sorgeva un ampio complesso, rappresentato dalla piramide satellite, da un tempio funerario, una struttura rettangolare che racchiudeva un cortile, e nove piccole piramidi secondarie tutte intorno, destinate alle spose reali.

Dalla piramide, una rampa fiancheggiata da statue posizionate ogni 10 cubiti, portava ad un tempio esterno alle mura perimetrali del complesso. Di ciò rimane assai poco oggi, dato che in epoca romana questa zona venne edificata.

## Campagne di scavo
La piramide venne esplorata per la prima volta dagli archeologi J. Gautier e Gustave Jéquier tra il 1894 e il 1895. Una seconda campagna di scavi venne condotta tra il 1906 ed il 1943 da Albert Lythgoe, Arthur Mace e Ambrose Lansing, per conto del Metropolitan Museum of Art. Ulteriori indagini vennero infine effettuate da Dieter Arnold tra il 1984 ed il 1987.
Non è ancora stato possibile accedere all'ipogeo in quanto allagato da acque sotterranee, ma sono state fornite molte utili informazioni sulla costruzione della piramide da un'enorme varietà di frammenti e detriti, ritrovati negli scavi circostanti.

## Galleria d'immagini

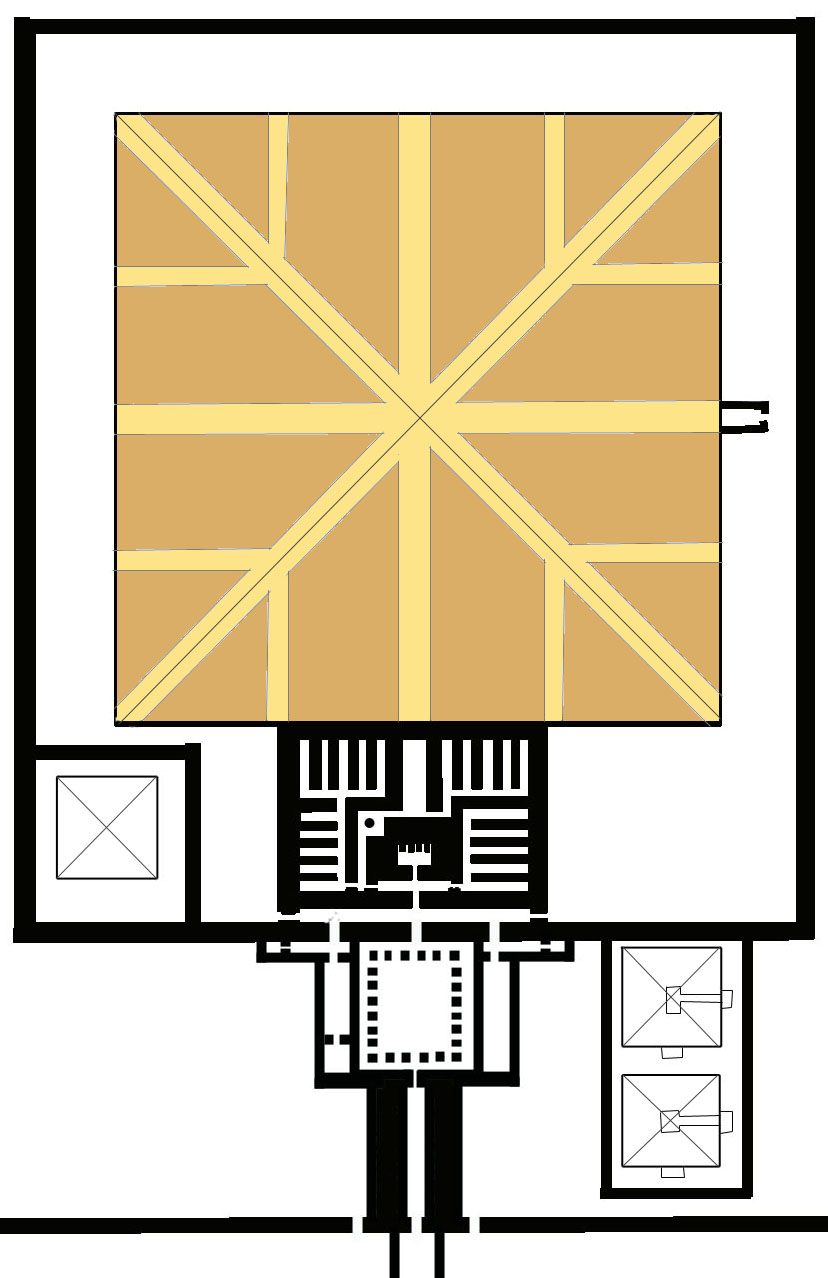
Schema in cui è visibile la struttura interna "stellata" della piramide
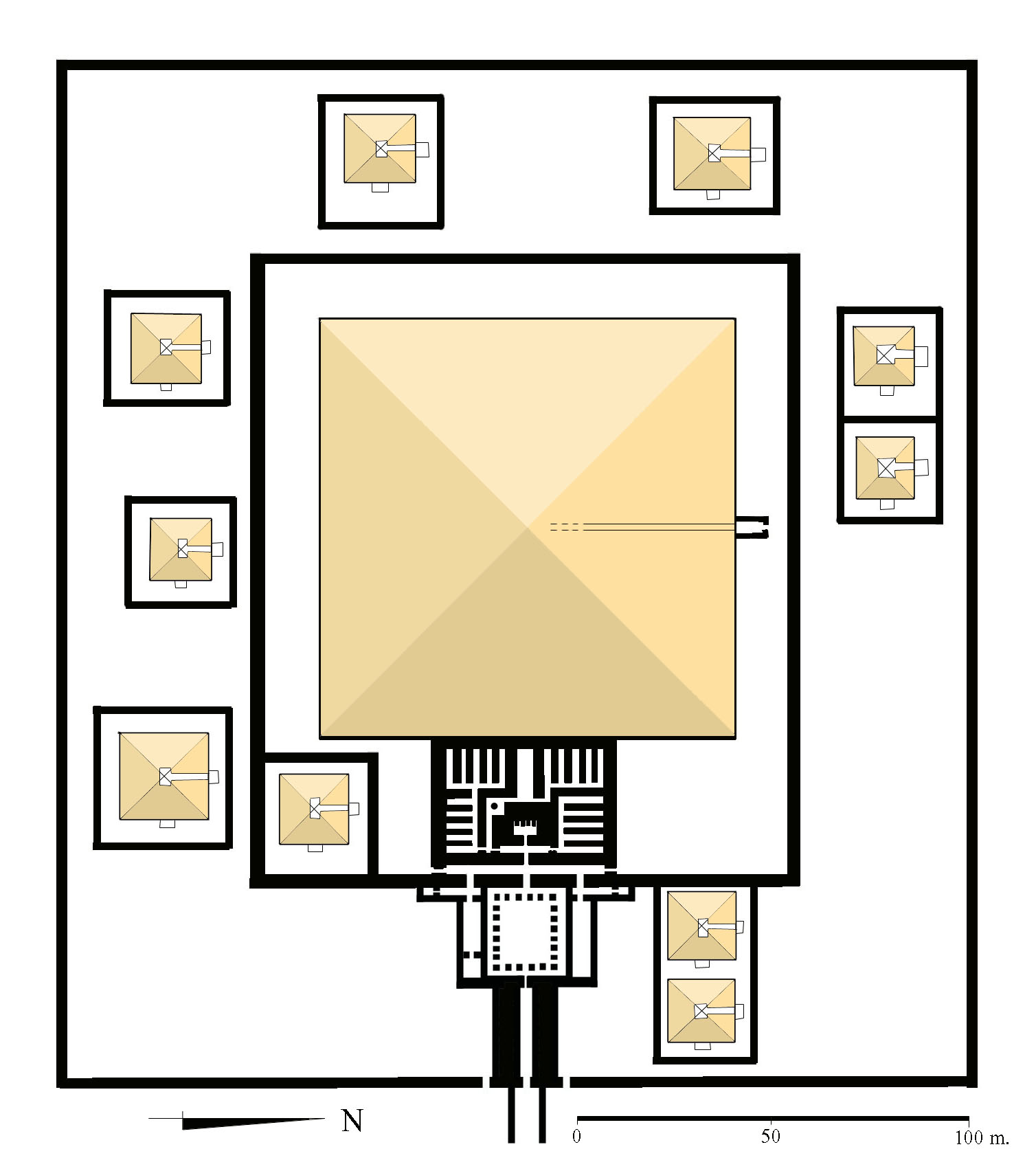
Pianta dell'intero complesso funerario
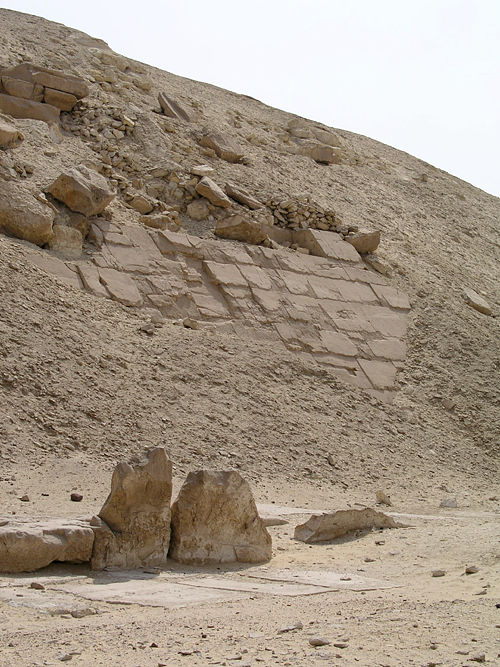
Resti del rivestimento di pietra
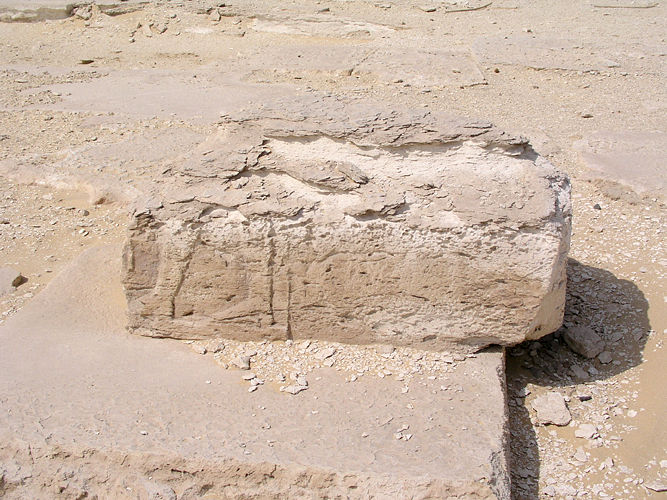
Blocchi provenienti dal tempio funerario